# 諾韋塞洛 (德羅霍貝奇區)
49°20′41″N 23°35′47″E / 49.34472°N 23.59639°E
诺韦塞洛（直译：新村），是烏克蘭的村落，位於該國西部利沃夫州，由德羅霍貝奇區德罗霍贝奇市镇負責管轄，面積1.26平方公里，2001年人口749，人口密度每平方公里594.4人。